# Alexandre Despatie
Alexandre Despatie (né le 8 juin 1985 à Montréal, mais résident du quartier de Laval-sur-le-Lac, à Laval) est un plongeur canadien retraité, triple champion du monde et médaillé olympique. 
Alexandre Despatie entreprend ses études collégiales au Collège André-Grasset et obtient son diplôme en 2003. 
Il a remporté plusieurs médailles en 2007. Il a entre autres gagné la médaille d'or au 3 m, 10 m et 3 m synchro lors de la Coupe Canada 2007. Aux Jeux panaméricains 2007, il remporte la médaille d'or au 3 m et les médailles de bronze au 10 m et au 3 m synchro. En 2008, il remporte la médaille d'argent aux Jeux olympiques de Pékin au plongeon de 3 mètres. Il a reçu le Prix international de plongeur mondial lors du Temple de la renommée internationale de la natation à Fort Lauderdale en Floride. Le 4 juin 2013, lors d'une conférence de presse, il annonce officiellement qu'il se retire de la compétition professionnelle et qu'il prend sa retraite. Il souhaite maintenant pouvoir poursuivre sa carrière à la télévision et au cinéma. Il est aussi commentateur sportif au niveau du plongeon pour la chaîne sportive télévisuelle Québécoise RDS.

## Biographie
Il fréquente l'école secondaire Antoine-de-Saint-Exupéry dans sa ville natale. En 1998, il participe aux Jeux du Commonwealth en Malaisie, où il remporte l'épreuve du 10 m. Alexandre Despatie remporte également les médailles d'or aux quatre disciplines aux Championnats nationaux d'hiver. Ses performances lui valent le Maurice de l'athlète international de l'année pour la troisième année consécutive au Gala Sports-Québec et le titre de personnalité de l'année dans la catégorie Sports et Loisirs du Gala Excellence La Presse / Radio-Canada. Sa victoire aux Jeux du Commonwealth de 1998 fait de lui le plus jeune médaillé de l'histoire à ce rendez-vous sportif. Il n'avait que 13 ans. Cette performance lui vaut d'être inscrit au livre des records Guinness de 2000.
McDonald's appuie la carrière d'Alexandre Despatie à partir de 1999 « pour ses valeurs et sa personnalité ». 
Aux Jeux olympiques d'été de 2000 à Sydney, il termine la compétition à la plate-forme avec une étonnante 4e position. À l'âge de 15 ans, il est alors le plus jeune représentant de la délégation canadienne.
Après avoir remporté une médaille d'argent en 2001 aux Championnats du monde FINA, disputés à Fukuoka au Japon, il remporte trois médailles d'or en plus d'une médaille de bronze aux Jeux panaméricains qui se déroulent à Santo Domingo (République dominicaine) en août 2003.
À sa deuxième expérience aux Jeux olympiques d'été de 2004 à Athènes, il remporte une médaille d'argent au tremplin de 3 mètres, devenant ainsi le premier Canadien de l'histoire à monter sur un podium olympique en plongeon masculin.
Au Championnat du monde FINA à Montréal en 2005, Alexandre Despatie remporte deux médailles d'or, soit aux tremplins de 1 mètre et de 3 mètres, devenant ainsi le premier plongeur de l'histoire à détenir le titre de champion du monde aux trois épreuves de plongeon. Sa performance au tremplin de 3 mètres emporte un total de 813,60 points, fait de lui le premier plongeur à obtenir plus de 800 points au 3 mètres. Il avait déjà remporté le titre de champion du monde à la tour de 10 mètres à Barcelone en juillet 2003.
Il remporte 38 titres nationaux (29 titres seniors et 9 titres juniors) aux championnats canadiens (incluant 2005). Il est proclamé athlète junior masculin de l'année quatre fois dans le cadre du Prix sportif canadien, en plus d'être nommé athlète masculin niveau international deux années de suite (2003, 2004) au Gala Sports-Québec. 
En août 2006, il joue dans le film À vos marques... party!. Il s'agit d'une comédie romantique pour adolescents et Alexandre y joue le rôle d'un plongeur de 22 ans, ami et confident du personnage principal nommé Gaby (interprétée par Mélissa Désormeaux-Poulin), une jeune nageuse de 16 ans ayant abandonné la natation à la suite d'une brûlure aux jambes. La comédienne québécoise Louise Laparé lui sert de coach de jeu et elle a affirmé en entrevue que le jeune plongeur est un naturel comme acteur. Le film, une production de Gaea Films et Christal Films, sort sur les écrans québécois le 30 mars 2007.
Alexandre Despatie remporte la médaille d'argent au tremplin de 3 mètres aux Jeux olympiques de Pékin, le 19 août 2008.  Il termine à la 5e place à l'épreuve de 3 mètres en synchro.
Il est commentateur pour la télévision de Radio-Canada pendant les Jeux olympiques d'hiver de 2010 à Vancouver.
Vers le 13 juin 2012, Alexandre Despatie se blesse gravement lors d'un entraînement en prévision du Grand Prix de plongeon de Madrid, en Espagne, en frappant le tremplin de plein fouet lors d'un triple saut périlleux et demi retourné. Le plongeur de 27 ans s'inflige une profonde coupure au haut du front, ce qui nécessite une opération. 
En août 2012, à Londres (Angleterre), pour les Jeux olympiques, il termine 6e au 3 mètres synchro avec Reuben Ross. Il termine aussi 11e au 3 mètres homme individuel.
Le 4 juin 2013, Alexandre Despatie annonce sa retraite. 
Deux jours plus tard, il est annoncé qu'il devient un des co-animateurs de l'émission du matin Breakfast Television pour la station de télévision québécoise anglaise Citytv Montreal.
En 2023, il est l’un des candidats de la troisième saison de l’émission Big Brother Célébrités. 

## Compétitions

### 2012
- Jeux olympiques de Londres
  - 3m - 11e
  - 3m synchro - 6e Reuben Ross
- Coupe Canada, Montréal, Québec
  - 3m 2e
  - 3m synchro - 2e Reuben Ross

### 2010
- Jeux du Commonwealth
  - 3m - 1er
  - 1m- 1er
  - 3m synchro - 1e Reuben Ross
- Coupe Canada, Montréal, Québec
  - 3m 1er
  - 3m synchro - 1erReuben Ross

### 2008
- Jeux olympiques de Pékin
  - 3 m - 2e
  - 3 m synchro - 5e(avec Arturo Miranda)

### 2007
- Championnats du monde FINA, Melbourne, Australie
  - 10 m - 8e
  - 3 m - 2e
  - 3 m synchro - 2e(avec Arturo Miranda)

- Grand Prix de la Chine FINA, Zhuhai, Chine
  - 3 m - 2e
  - 3 m synchro - 2e(avec Arturo Miranda)

- Coupe Canada, Montréal, Québec
  - 10 m - 1er
  - 3 m - 1er
  - 3 m synchro - 1er(avec Arturo Miranda)

- Grand Prix d'Italie FINA, Rome, Italie
  - 3 m - 4e
  - 3 m synchro - 4e(avec Arturo Miranda)

- Grand Prix d'Allemagne FINA, Rostock Allemagne
  - 3 m - 2e
  - 3 m synchro - 4e(avec Arturo Miranda)

- Jeux panaméricains, Rio de Janeiro, Brésil
  - 10 m - 3e
  - 3 m - 1er
  - 3 m synchro - 3e(avec Arturo Miranda)

### 2006
- Jeux du Commonwealth, Melbourne Australie
  - 10 m - 3e
  - 3 m - 1er
  - 1 m - 1er
  - 3 m synchro - 1er(avec Arturo Miranda)

- Grand Prix de la FINA, Rostock, Allemagne
  - 10 m - 7e
  - 3 m - 4e
  - 3 m synchro - 6e(avec Arturo Miranda)

### 2005
- Championnats du monde FINA, Montréal, Canada
  - 1 m - 1er
  - 3 m - 1er

- Superfinale du Grand Prix FINA, Veracruz, Mexique
  - 3 m - 1er

- Grand Prix FINA des États-Unis, Fort Lauderdale, États-Unis
  - 3 m - 1er

- Coupe Canada, Montréal, Canada
  - 3 m - 1er

### 2004
- CAMO Invitation, Montréal, Canada
  - 3 m - 1er

- Jeux olympiques d'été, Athènes, Grèce
  - 3 m - 2e
  - 10 m - 4e

- Super finale du Grand Prix FINA, Mexico, Mexique
  - 3 m - 4e
  - 10 m - 1er

- Championnats nationaux senior d'hiver, Calgary, Canada
  - 3 m - 1er
  - 10 m - 1er

- Coupe du monde FINA, Athènes, Grèce
  - 3 m synchro-10e (avec Philippe Comtois)
  - 3 m - 1er
  - 10 m synchro - 3e (avec Philippe Comtois)
  - 10 m - 3e

### 2003
- TD Waterhouse Camo Invitation, Montréal, Canada 
  - 3 m - 1er
  - 10 m - 1er

- Championnats juniors panaméricains, Belém, Brésil
  - 1m - 1er
  - 3m - 1er
  - 10m - 1er

- Jeux panaméricains, Santo Domingo, République dominicaine
  - 3 m - 1er
  - 3 m synchro - 1er (avec Philippe Comtois)
  - 10 m synchro - 1er (avec Philippe Comtois)
  - 10 m - 3e

- Championnats du monde aquatiques, Barcelone, Espagne
  - 3 m - 6e
  - 10 m - 1er

### 2002
- Jeux du Commonwealth, Manchester, Angleterre
  - 1 m - 1er
  - 3 m - 1er
  - 10 m - 3e

- Championnats du monde juniors, Aix-la-Chapelle, Allemagne
  - 1 m - 1er
  - 3 m - 1er
  - 10 m - 1er

- Championnats du monde aquatiques, Fukuoka, Japon
  - 1 m - 21e
  - 3 m - 11e
  - 10 m - 2e

### 2000
- Jeux olympiques d'été, Sydney, Australie
  - 10 m - 4e

### 1999
- Championnats du monde juniors, Pardubice, République tchèque
  - 1 m - 1er
  - 3 m - 1er
  - 10 m - 6e

### 1998
- Jeux du Commonwealth, Kuala Lumpur, Malaisie
  - 3 m - 10e
  - 10 m - 1er

## Distinctions
- Médaille d'honneur de l'Assemblée nationale, 2008[6]

## Filmographie
- 2007: À vos marques... party!, film québécois réalisé par Frédérik D'Amours
- 2009: À vos marques... party! 2, film québécois réalisé par Frédérik D'Amours